# Vanclans
Vanclans korábbi község (település) Franciaországban, Doubs megyében. 2016. január 1-jén Athose, Chasnans, Hautepierre-le-Châtelet, Nods és Rantechaux községgel egyesült és Les Premiers Sapins új község része lett.
Lakosainak száma 214 fő (2018. január 1.). Vanclans Rantechaux, Étray, Les Premiers-Sapins és Passonfontaine községekkel határos.

## Népesség
A település népessége az elmúlt években az alábbi módon változott:
| Lakosok száma | 223  | 245  | 201  | 172  | 171  | 208  | 207  | 210  | 215  | 214  |
|               | 1962 | 1968 | 1982 | 1990 | 1999 | 2008 | 2011 | 2013 | 2017 | 2018 |